# Taxila fasciata
Taxila fasciata är en fjärilsart som beskrevs av Moore 1878. Taxila fasciata ingår i släktet Taxila och familjen Riodinidae. Inga underarter finns listade i Catalogue of Life.